# 河浪榮作
河浪榮作，為日本動畫導演、演出家。屬京都動畫的Animation DO。曾出任Animation DO董事，2018年5月30日退任。

## 参加作品

### 電視動畫
- 犬夜叉（動畫）
- AIR（2005，原畫）
- 驚爆危機！The Second Raid（2005，原畫）
- 涼宮春日的憂鬱（2006年版） (2006，原畫）
- Kanon（2006，原畫）
- 幸運☆星（2007，原畫、OP原畫）
- CLANNAD（2007，原畫）
- CLANNAD ～AFTER STORY～（2008，原畫）
- 涼宮春日的憂鬱（2009年版） (2009，原畫）
- K-ON！輕音部（2009，原畫、OP原畫）
- K-ON！！輕音部（2010，原畫、OP原畫）
- 日常（2011，分鏡、演出、演出補佐、OP1原畫、OP2原畫）
- 冰菓（2012，分鏡、演出、原畫）
- 中二病也想談戀愛！（2012，分鏡、演出）
- 玉子市場（2013，分鏡、演出、OP原畫、原畫）
- Free!（2013，分鏡、演出、原畫）
- 境界的彼方（2013，分鏡、演出、原畫）
- 中二病也想談戀愛！戀（2014，分鏡、演出）
- Free! -Eternal Summer-（2014，分鏡、演出、演出補佐、原畫）
- 甘城輝煌樂園救世主（2014，分鏡、演出、原畫）
- 奏響吧！上低音號（2015，分鏡、演出）
- 無彩限的幻影世界（2016，分鏡、演出、演出補佐）
- 奏響吧！上低音號2（2016，分鏡、演出）
- 紫羅蘭永恆花園（2017，分鏡）
- Free! -Dive To The Future-（2018，導演、分鏡、演出、OP分鏡&演出&原畫、ED分鏡、原畫）[2]
- 弦音－風舞高中弓道部－（2018，分鏡、演出）

### OVA
- 熱帶雨林的爆笑生活Final（2004，原畫）
- MUNTO ～穿越時空之壁（2005，原畫）
- Free! -Eternal Summer-（2014，演出）

### 動畫電影
- 天上人與亞克託人最後的戰鬥（2009，原畫）
- 涼宮春日的消失（2010，原畫）
- 電影K-ON！輕音部（2011，原畫）
- 小鳥遊六花・改 〜劇場版 中二病也想談戀愛！〜（2013，原畫）
- 玉子愛情故事（2014，演出）
- 劇場版 境界的彼方 -I'LL BE HERE- 未来篇（2015，演出）
- High☆Speed! -Free! Starting Days-（2015，導演、分鏡、演出）
- 電影版 聲之形（2016，演出、原畫）
- Free!-Timeless Medley-（2017，導演、分鏡、演出）[1][3]
- 劇場版 吹響吧！上低音號～想要傳達的旋律～（2017，分鏡、演出）
- 特別版 Free!-Take Your Marks-（2018，導演、分鏡、演出、原畫）[4]

## 外部連結
- Eisaku Kawanami在互联网电影资料库（IMDb）上的資料（英文）